# Championnat de Madagascar de football 2010
Navigation
Saison suivante
La saison 2010 du Championnat de Madagascar de football est la 47e édition de la première division malgache, la THB Champions League. Le championnat se déroule en plusieurs phases consécutives :
- la première phase oppose 24 équipes (une par région, sauf pour la région d'Analamanga, où est située la capitale Antananarivo qui peut engager deux équipes et la province dont est issu le champion en titre, qui a également droit à une formation supplémentaire), en six poules de quatre équipes. Les deux premiers de chaque poule se qualifient pour la suite de la compétition.
- les douze clubs qualifiés sont à nouveau répartis en quatre poules de trois et s'affrontent une seule fois. Cette fois-ci, seuls les deux premiers se qualifient pour la phase suivante.
- enfin, la Poule des As oppose les quatre formations encore en lice. Elles se rencontrent une fois et l'équipe en tête du classement final est sacrée championne de Madagascar.

Le tenant du titre, Ajesaia, est issu de la région d'Analamanga, qui a donc droit à trois représentants en championnat cette saison.
C’est le club de CNAPS Sport qui remporte la compétition cette saison, après avoir terminé en tête de la poule des As, devant l'Académie Ny Antsika et Japan Actuel's FC. Il s'agit du tout premier titre de champion de Madagascar de l’histoire du club.

## Les clubs participants
- Racing Club Nosy Be (Diana)
- FC Joël (Sava)
- CNAPS Sport (Itasy)
- Tana FC Formation (Analamanga)
- AS Adema (Analamanga)
- Japan Actuel's FC (Analamanga)
- Académie Ny Antsika (Vakinankaratra)
- BAS Tsiroanomamandidy (Bongolava)
- Herita Antsohihy (Sofia)
- ASCUM (Boeny)
- FC Maeva (Betsiboka)
- AJS Maintirano (Melaky)
- Voromaherin'Alaotra (Alaotra Mangoro)
- AS Fortior Toamasina (Atsinanana)
- FC Espérance Vavatenina (Analanjirofo)
- FC Mania Ambositra (Amoron'i Mania)
- AS Jirama Fianarantsoa (Haute-Matsiatra)
- FC Real Vatovavy Fitovinany (Vatovavy-Fitovinany)
- PFV Vangaindrano (Atsimo-Atsinanana)
- FC Ilakaka (Ihorombe)
- FC Grand Olympique (Menabe)
- 3FB Toliara (Atsimo Andrefana)
- AS Espoir Ambovombe (Androy)
- Fils Eléphant Fort-Dauphin (Anôsy)

## Compétition
Le barème utilisé pour établir le classement est le suivant :
- Victoire : 3 points
- Match nul : 1 point
- Défaite, forfait ou abandon : 0 point

### Première phase
| Rang | Équipe              | Pts | J | G | N | P | Bp | Bc | Diff |
| ---- | ------------------- | --- | - | - | - | - | -- | -- | ---- |
| 1    | Racing Club Nosy Be | 6   | 3 | 2 | 0 | 1 | 4  | 3  | +1   |
| 2    | FC Joël             | 4   | 3 | 1 | 1 | 1 | 3  | 4  | -1   |
| 3    | ASCUM               | 4   | 3 | 1 | 1 | 1 | 3  | 2  | +1   |
| 4    | Herita Antsohihy    | 2   | 3 | 0 | 2 | 1 | 4  | 5  | -1   |

| Rang | Équipe                | Pts | J | G | N | P | Bp | Bc | Diff |
| ---- | --------------------- | --- | - | - | - | - | -- | -- | ---- |
| 1    | CNAPS Sport           | 6   | 3 | 2 | 0 | 1 | 8  | 3  | +5   |
| 2    | AJS Maintirano        | 4   | 3 | 1 | 1 | 1 | 4  | 5  | -1   |
| 3    | Tana FC Formation     | 4   | 3 | 1 | 1 | 1 | 5  | 5  | 0    |
| 4    | BAS Tsiroanomamandidy | 2   | 3 | 0 | 2 | 1 | 3  | 7  | -4   |

| Rang | Équipe              | Pts | J | G | N | P | Bp | Bc | Diff |
| ---- | ------------------- | --- | - | - | - | - | -- | -- | ---- |
| 1    | Académie Ny Antsika | 9   | 3 | 3 | 0 | 0 | 13 | 0  | +13  |
| 2    | Japan Actuel's FC   | 6   | 3 | 2 | 0 | 1 | 6  | 1  | +5   |
| 3    | FC Maeva            | 3   | 3 | 1 | 0 | 2 | 2  | 10 | -8   |
| 4    | FC Grand Olympique  | 0   | 3 | 0 | 0 | 3 | 1  | 11 | -10  |

| Rang | Équipe                      | Pts | J | G | N | P | Bp | Bc | Diff |
| ---- | --------------------------- | --- | - | - | - | - | -- | -- | ---- |
| 1    | AS Jirama Fianarantsoa      | 6   | 2 | 2 | 0 | 0 | 5  | 0  | +5   |
| 2    | FC Real Vatovavy Fitovinany | 3   | 2 | 1 | 0 | 1 | 1  | 3  | -2   |
| 3    | FC Mania Ambositra          | 0   | 2 | 0 | 0 | 2 | 0  | 3  | -3   |
| 4    | PFV Vangaindrano forfait    |     |   |   |   |   |    |    |      |

| Rang | Équipe                      | Pts | J | G | N | P | Bp | Bc | Diff |
| ---- | --------------------------- | --- | - | - | - | - | -- | -- | ---- |
| 1    | 3FB Toliara                 | 4   | 2 | 1 | 1 | 0 | 2  | 0  | +2   |
| 2    | FC Ilakaka                  | 4   | 2 | 1 | 1 | 0 | 1  | 0  | +1   |
| 3    | Fils Eléphant Fort-Dauphin  | 0   | 2 | 0 | 0 | 2 | 0  | 3  | -3   |
| 4    | AS Espoir Ambovombe forfait |     |   |   |   |   |    |    |      |

| Rang | Équipe                  | Pts | J | G | N | P | Bp | Bc | Diff |
| ---- | ----------------------- | --- | - | - | - | - | -- | -- | ---- |
| 1    | AS Adema                | 5   | 3 | 1 | 2 | 0 | 11 | 1  | +10  |
| 2    | Voromaherin'Alaotra     | 5   | 3 | 1 | 2 | 0 | 5  | 2  | +3   |
| 3    | AS Fortior Toamasina    | 5   | 3 | 1 | 2 | 0 | 5  | 3  | +2   |
| 4    | FC Espérance Vavatenina | 0   | 3 | 0 | 0 | 3 | 0  | 15 | -15  |

#### Barrage de la pouleVondrona F
Trois équipes ont terminé à égalité de points en tête de la poule F. Elles doivent être départagées pour déterminer les deux qualifiés pour la deuxième phase. En cas de match nul, une séance de tirs aau but est jouée, le vainqueur de la séance gagne le match et les trois points.
| Rang | Équipe               | Pts | J | G | N | P | Bp | Bc | Diff |
| ---- | -------------------- | --- | - | - | - | - | -- | -- | ---- |
| 1    | AS Fortior Toamasina | 6   | 2 | 2 | 0 | 0 | 0  | 0  | 0    |
| 2    | AS Adema             | 3   | 2 | 1 | 0 | 1 | 2  | 0  | +2   |
| 3    | Voromaherin'Alaotra  | 0   | 2 | 0 | 0 | 2 | 0  | 2  | -2   |

### Deuxième phase
| Rang | Équipe                      | Pts | J | G | N | P | Bp | Bc | Diff |
| ---- | --------------------------- | --- | - | - | - | - | -- | -- | ---- |
| 1    | CNAPS Sport                 | 4   | 2 | 1 | 1 | 0 | 5  | 2  | +3   |
| 2    | Racing Club Nosy Be         | 2   | 2 | 0 | 2 | 0 | 4  | 4  | 0    |
| 3    | FC Real Vatovavy Fitovinany | 1   | 2 | 0 | 1 | 1 | 2  | 5  | -3   |

| Rang | Équipe               | Pts | J | G | N | P | Bp | Bc | Diff |
| ---- | -------------------- | --- | - | - | - | - | -- | -- | ---- |
| 1    | Japan Actuel's FC    | 4   | 2 | 1 | 1 | 0 | 3  | 1  | +2   |
| 2    | AS Fortior Toamasina | 4   | 2 | 1 | 1 | 0 | 4  | 2  | +2   |
| 3    | 3FB Toliara          | 0   | 2 | 0 | 0 | 2 | 1  | 5  | -4   |

| Rang | Équipe                 | Pts | J | G | N | P | Bp | Bc | Diff |
| ---- | ---------------------- | --- | - | - | - | - | -- | -- | ---- |
| 1    | AS Adema               | 4   | 2 | 1 | 1 | 0 | 3  | 2  | +1   |
| 2    | FC Joël                | 2   | 2 | 0 | 2 | 0 | 2  | 2  | 0    |
| 3    | AS Jirama Fianarantsoa | 1   | 2 | 0 | 1 | 1 | 2  | 3  | -1   |

| Rang | Équipe              | Pts | J | G | N | P | Bp | Bc | Diff |
| ---- | ------------------- | --- | - | - | - | - | -- | -- | ---- |
| 1    | Académie Ny Antsika | 6   | 2 | 2 | 0 | 0 | 7  | 2  | +5   |
| 2    | FC Ilakaka          | 3   | 2 | 1 | 0 | 1 | 7  | 3  | +4   |
| 3    | AJS Maintirano      | 0   | 2 | 0 | 0 | 2 | 2  | 11 | -9   |

### Poule des As
| Rang | Équipe              | Pts | J | G | N | P | Bp | Bc | Diff |
| ---- | ------------------- | --- | - | - | - | - | -- | -- | ---- |
| 1    | CNAPS Sport         | 7   | 3 | 2 | 1 | 0 | 4  | 1  | +3   |
| 2    | Académie Ny Antsika | 4   | 3 | 1 | 1 | 1 | 5  | 5  | 0    |
| 3    | Japan Actuel's FC   | 4   | 3 | 1 | 1 | 1 | 4  | 4  | 0    |
| 4    | AS AdemaC           | 1   | 3 | 0 | 1 | 2 | 1  | 4  | -3   |

|  | Qualification pour la Ligue des champions de la CAF 2011 et la Coupe des clubs champions de l'océan Indien 2011 |
|  | Qualification pour la Coupe de la confédération 2011                                                            |
|  | C : Vainqueur de la Coupe de Madagascar 2010                                                                    |

## Bilan de la saison
| Championnat de Madagascar de football 2010                                          |                         |
| Champion                                                                            | CNAPS Sport (1er titre) |
| Coupes et trophées                                                                  |                         |
| Vainqueur de la Coupe de Madagascar 2010                                            | AS Adema                |
| Qualifications continentales                                                        |                         |
| Ligue des champions de la CAF 2011 Coupe des clubs champions de l'océan Indien 2011 | CNAPS Sport             |
| Coupe de la confédération 2011                                                      | AS Adema                |
| Promotions et relégations                                                           |                         |
| Promus en THB Champions League                                                      | Aucun                   |
| Relégués                                                                            | Aucun                   |